# توماس هيل (لاعب كرة قدم بريطاني)
توماس هيل (بالإنجليزية: Thomas Hill)‏ هو لاعب كرة قدم بريطاني في مركز الوسط، ولد في 13 أكتوبر 2002 في Formby ‏ في المملكة المتحدة. لعب مع نادي ليفربول.

## وصلات خارجية
- توماس هيل (لاعب كرة قدم بريطاني) على موقع الاتحاد الأوربي (الإنجليزية)
- توماس هيل (لاعب كرة قدم بريطاني) على موقع قاعدة بيانات كرة القدم.إي يو (الإنجليزية)
- توماس هيل (لاعب كرة قدم بريطاني) على موقع Soccerbase.com (لاعب) (الإنجليزية)
- توماس هيل (لاعب كرة قدم بريطاني) على موقع Soccerway.com (الإنجليزية)
- توماس هيل (لاعب كرة قدم بريطاني) على موقع عالم كرة القدم.نت (الإنجليزية)